# SuperDrive

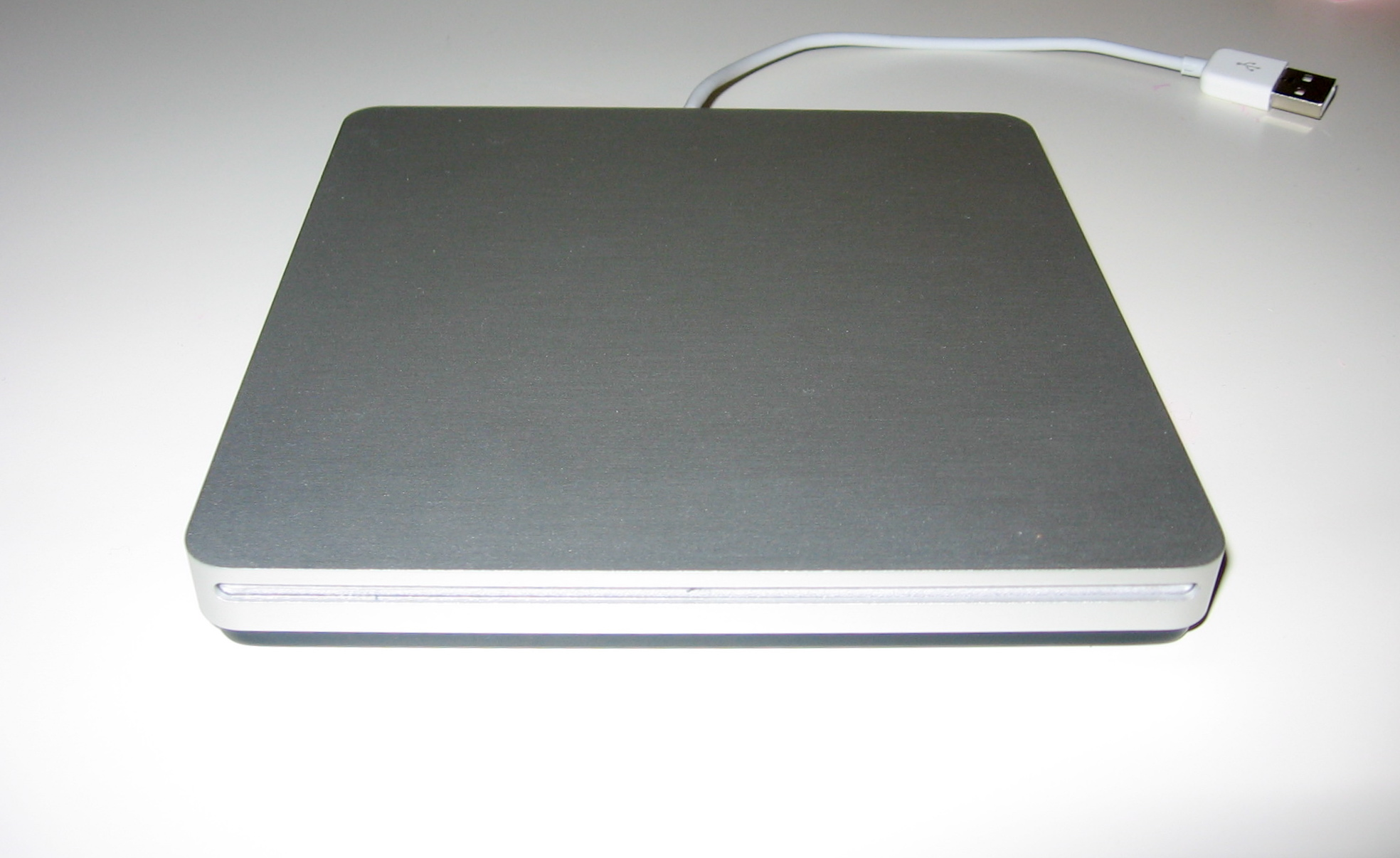
Een externe SuperDrive.

SuperDrive is een handelsmerk dat gebruikt wordt voor Apple Inc. voor twee soorten opslagmethoden. Zo werd de naam gebruikt voor floppydiskdrives die 3,5 inchdisks kon lezen en sinds 2001 voor cd-stations, om aan te duiden dat het zowel cd's als dvd's kan lezen en schrijven. Sinds 2006 is een SuperDrive ook een dubbellaags dvd/cd-brander.

## Floppydiskdrive

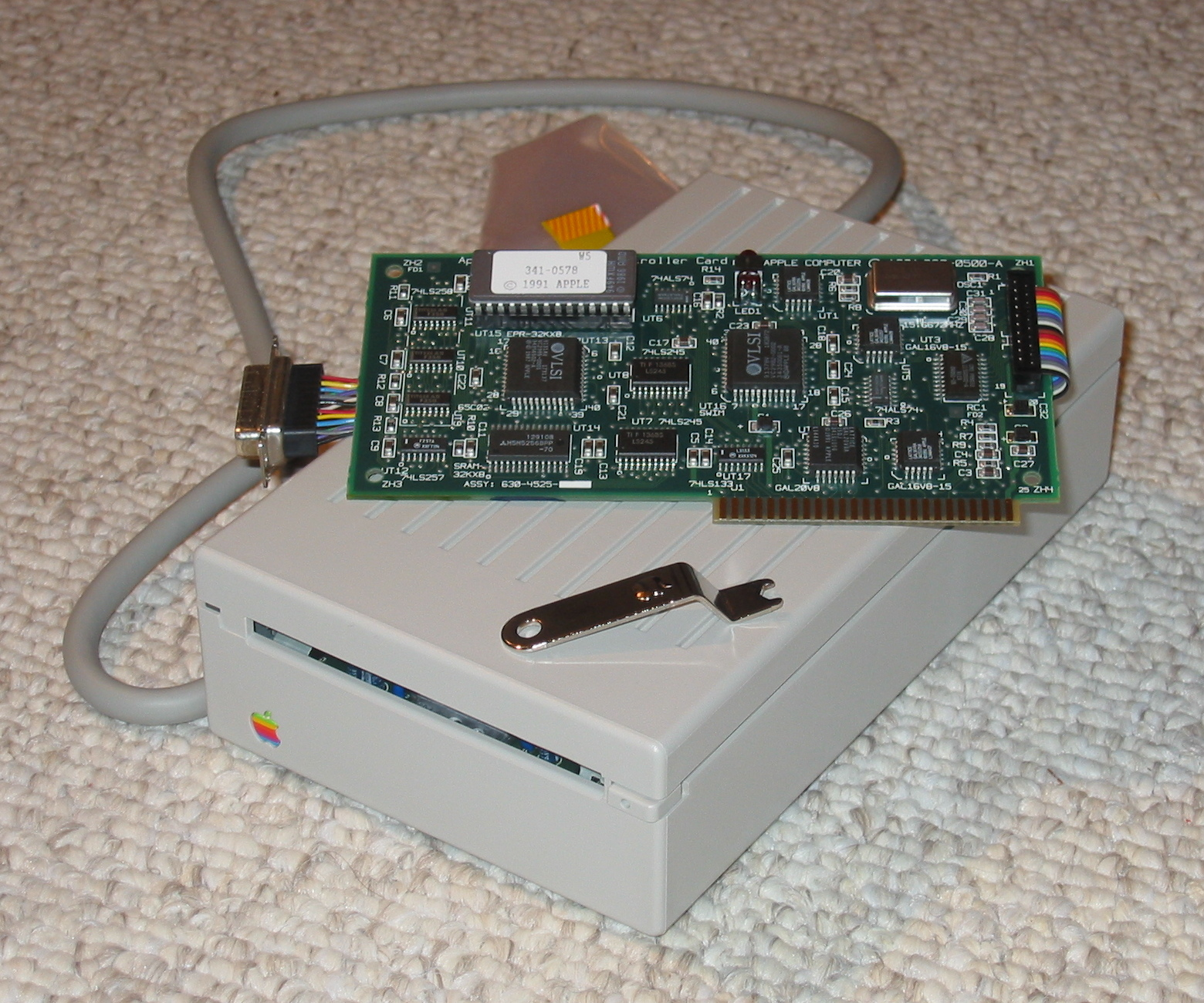
Een externe SuperDrive voor floppy's met een controllerkaart voor de Apple II-serie.

De term werd voor het eerst gebruikt door Apple Computer in 1988 voor floppydiskdrives die floppy's van 1,44 megabyte en 3,5 inch ondersteunden. De 3,5 inchfloppy verving de oudere 800 kilobyte-floppydrive dat tot die tijd standaard werd meegeleverd in de computers van Apple (hierna Mac). De drive kon ook MS-DOS-geformatteerde disks lezen en schrijven met bepaalde software.
De eerste Mac met een SuperDrive floppystation was de Macintosh IIx. Sindsdien was voor elke Mac een optie om een SuperDrive in te laten bouwen, met enkele uitzonderingen. De laatste serie PowerBook G3 bood als laatste een SuperDrive-floppydrive aan.
Naast de optie om de SuperDrive in te laten bouwen in een Mac, was er ook een externe SuperDrive te koop. Deze SuperDrive had een wit-transparante behuizing en deze externe versie was voornamelijk gericht op de Apple II-serie, maar werkte ook op andere Macs. De externe Superdrive-lijn werd in juni 1994 stopgezet.

## Cd- en dvd-station
Toen de populariteit van floppy's afnam, hevelde Apple zijn handelsmerk over op de dvd-branders die in hun nieuwe Macs verschenen. Deze dvd-branders kunnen zowel dvd's als cd's lezen en branden. Sinds december 2006 zijn SuperDrives een combinatie van DVD±R/±RW- en CD-R/RW-branders die kunnen branden met snelheden van 8x-24x en de formaten DVD±R, DVD+R DL, DVD-R DL, DVD±RW, DVD-9, CD-R en CD-RW ondersteunen.
Tegelijk met de introductie van de MacBook Air in januari 2008 introduceerde Apple een externe SuperDrive.